# Nes (Schagen)
Nes is een buurtschap in de gemeente Schagen in de provincie Noord-Holland.
Nes ligt net ten oosten van de stad Schagen.
De plaatsnaam is afgeleid van het feit dat, voordat de Westfriesche Dijk, onderdeel van de Westfriese Omringdijk, op de huidige plaats lag, deze net onder Nes lag en Nes een soort van landtong was, een stuk land dat uitsteekt in de zee. Later ontstond er een waddengebied en nog wat later werd de dijk verlegd.
Nes was eeuwenlang een kleine plaats, maar sinds 1990 heeft de gemeente Schagen er een groeikern van gemaakt. Nes ligt ideaal voor de groei van Schagen. Met de wijk Noord-Nes werd de eerste grootschalige bebouwing in die richting gedaan.

## Galerij

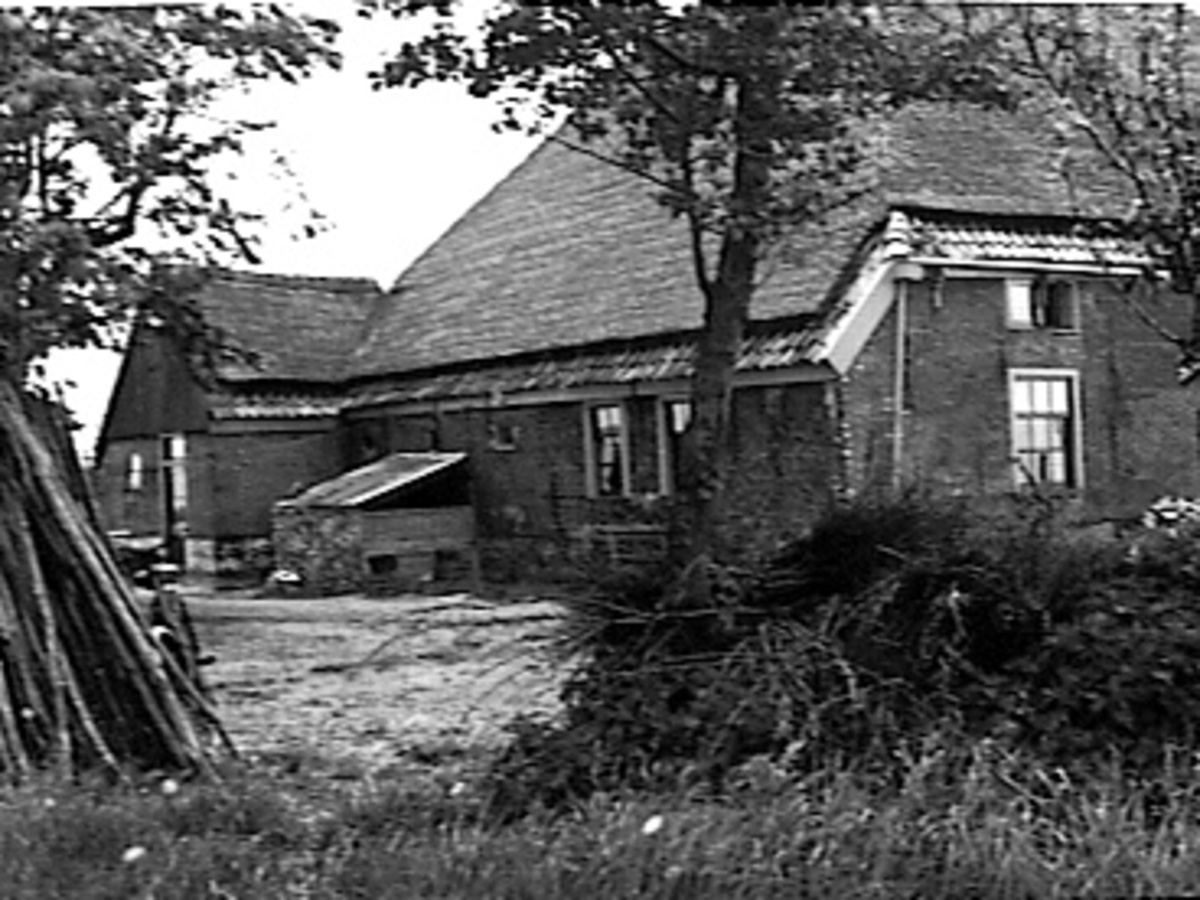
Stolpboerderij op Nes 28 in 1957
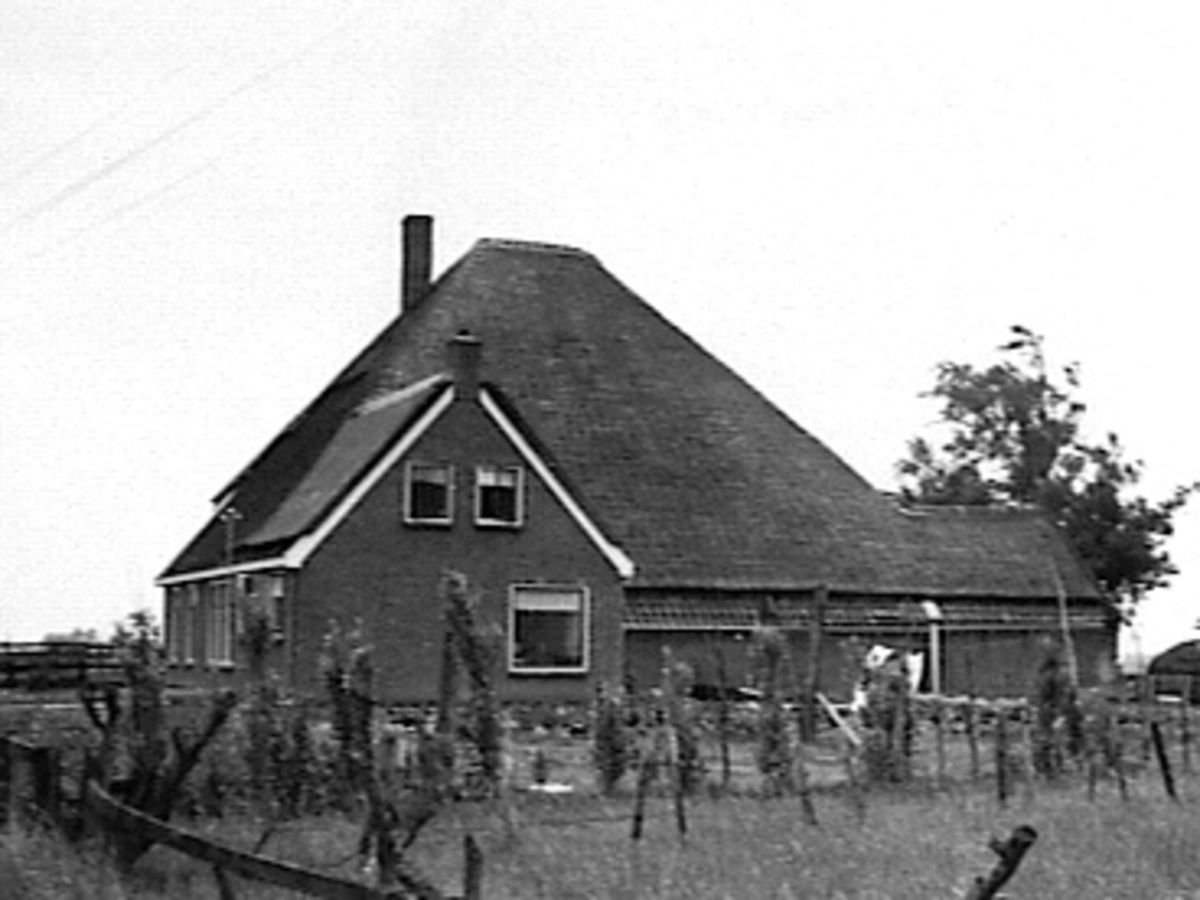
Nes 28
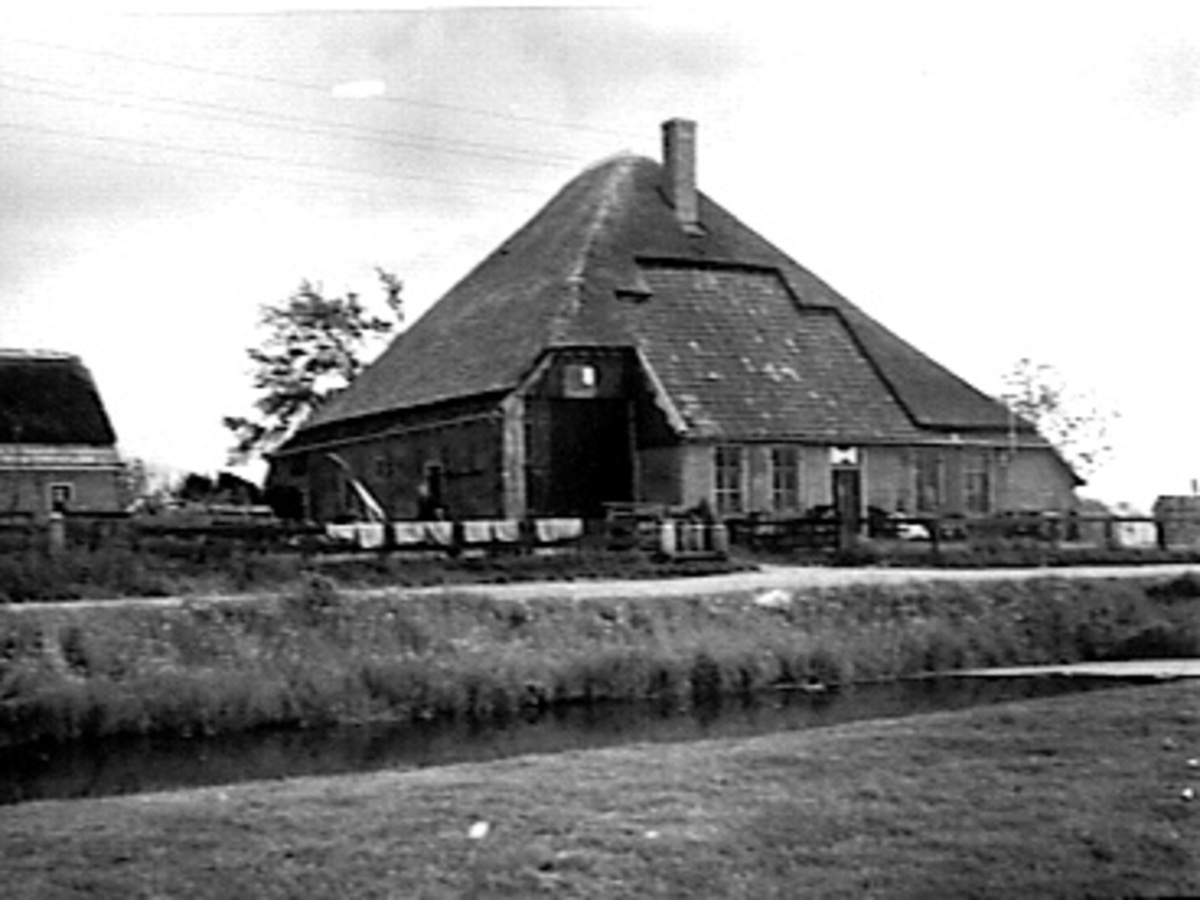
Nes 28
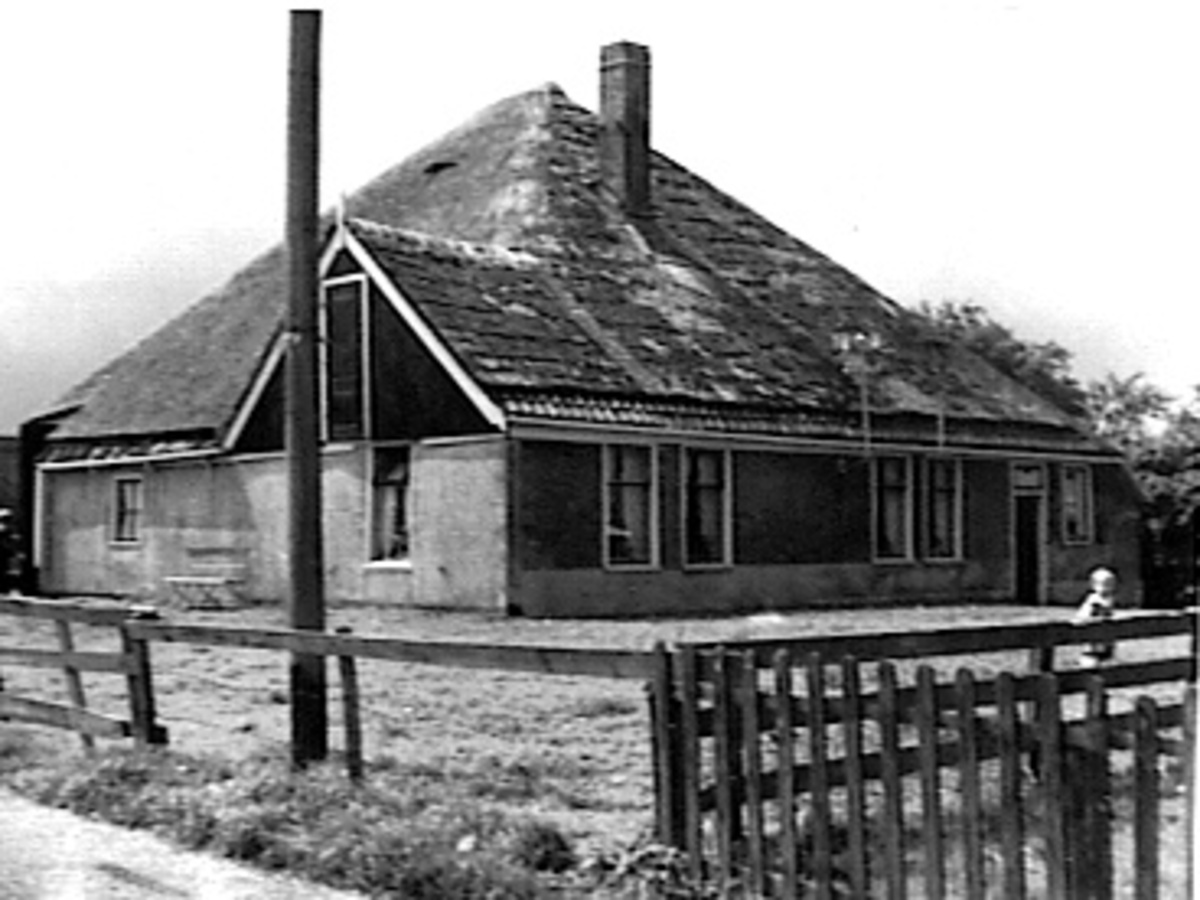
Stolpboerderij op Nes 40 in 1956

Burgerbrug · Burgervlotbrug · Callantsoog · Dirkshorn · Eenigenburg · Groenveld · Groote Keeten · Krabbendam · Oudesluis · Petten · 't Rijpje · Schagen · Schagerbrug · Schoorldam (deels) · Sint Maarten · Sint Maartensbrug · Sint Maartensvlotbrug · Stroet · Tjallewal · Tolke (deels) · Tuitjenhorn · Valkkoog · Waarland · Warmenhuizen · 't Zand

Buurtschappen: Abbestede · Avendorp · Bliekenbos · 't Buurtje · De Banne · Burghorn · Cornelissenwerf · Dijkstaal · Grootven · Grotewal · Het Korfwater · De Hale · Hemkewerf · Huiskebuurt · Kalverdijk · Keinse · Keinsmerbrug · Kerkbuurt · Lagedijk · Leihoek · Mennonietenbuurt · Nes · Schagerwaard · Sint Maartenszee · Slootgaard · De Stolpen · Stolpervlotbrug · Vennik (deels) · 't Wad · De Weel (deels) · Woudmeer · Zijbelhuizen · Zijpersluis